# Paul Denny
Paul Denny (Allora, Queensland, 24 de julio de 1972) es un actor australiano, más conocido por haber interpretado a Bob Geraghty en la serie Lowdown y por sus participaciones en teatro.

## Biografía
Paul está casado con la actriz Rebecca Denny, con quien tiene una hija llamada Rosie Denny.

## Carrera
Paul ha participado en obras como: The Removalists, Cosi, Rio Saki & Other Falling Debris, Milo’s Wake, First Asylum, Romeo & Juliet, He Died with a Felafel in his Hand, Hamlet, entre otras...
En el 2004 interpretó a Peter Matarazzo en la serie de televisión policíaca Blue Heelers.
En el 2010 se unió al elenco recurrente de la serie Offspring donde interpretó a Sam Jenkins hasta el 2011. Ese mismo año se unió al elenco de la serie Lowdown donde interpreta a Bob Geraghty, hasta ahora.
En el 2012 apareció en un episodio de la serie Howzat! Kerry Packer's War donde dio vida a Bruce Francis.
El 16 de enero de 2013 se unió al elenco invitado de la popular serie australiana Neighbours donde interpretó Brian O'Laughlan, el padre del estudiante Alistair O'Loughlin quien aunque al inicio defiende a Priya Kapoor de Paul Robinson luego comienza a mandarle mensajes obscenos hasta que Susan Kennedy le dice que publicará una historia acerca de las mujeres que ha estado acosando por lo que Brian decide renunciar a su puesto en el consejo estudiantil.

## Filmografía[2]
Series de televisión
| Año         | Título                     | Personaje        | Notas                              |
| ----------- | -------------------------- | ---------------- | ---------------------------------- |
| 2014        | Fat Tony & Co              | Paul             | episodio "The Tony Special"        |
| 2013        | Neighbours                 | Brian O'Laughlan | 5 episodios                        |
| 2010 - 2012 | Lowdown                    | Bob Geraghty     | 16 episodios                       |
| 2012        | Howzat! Kerry Packer's War | Bruce Francis    | episodio # 1.1                     |
| 2012        | Australia on Trial         | Henry Dangar     | episodio "Massacre at Myall Creek" |
| 2010 - 2011 | Offspring                  | Sam Jenkins      | 7 episodios                        |
| 2010        | Rush                       | Paul             | episodio # 3.4                     |
| 2010        | Wilfred                    | Tony             | episodio "Dog Star"                |
| 2009        | Dirt Game                  | -                | episodio "Silent Night"            |
| 2008        | Satisfaction               | Martin           | 3 episodios                        |
| 2004        | Blue Heelers               | Peter Matarazzo  | episodio "Too Late to Say Sorry"   |
| 1998        | Medivac                    | Jake             | episodio "Code Purple"             |
| 1985        | Magnum P.I.                | Joven Higgins    | episodio "Deja Vu"                 |

Películas
| Año  | Título                    | Personaje      | Notas |
| ---- | ------------------------- | -------------- | --- |
| 2011 | Purged                    | Sean           | junto a Dave Zwolenski, Damien Garvey & Christopher Morris                                                            |
| 2010 | Hawke                     | Curly          | junto a Felix Williamson, Asher Keddie, Sacha Horler, Patrick Brammall, Lliam Amor, Josh Lawson & Paul Gleeson        |
| 2009 | In Her Skin               | Paramédico     | junto a Khan Chittenden, Graeme Blundell, Justine Clarke, Diane Craig, Jack Finsterer, Rebecca Gibney & Steven Vidler |
| 2008 | Cue Howard                | Lionel Brown   | corto - junto a Tony Allen & Steve Peacocke                                                                           |
| 2008 | Numurkah                  | Robbo          | corto - junto a Christine Mowinckel, Chris Ryan & Luke Ryan                                                           |
| 2007 | Rats and Cats             | Bruce          | junto a Jason Gann, Adam Zwar, Anya Beyersdorf, Alexis Porter & Angus Sampson                                         |
| 2004 | Under the Radar           | Eric           | junto a Nathan Phillips, Robert Menzies, Syd Brisbane, Gyton Grantley, Damien Garvey & Rory Williamson                |
| 2001 | Hildegarde                | Oficial Peters | junto a Richard E. Grant, Tom Long, Tara Morice, Sam Geer & Paul Goddard                                              |
| 2001 | The Day of the Roses      | Oficial Holman | junto a Stephen Curry, Gigi Edgley, Rebecca Gibney, Peter O'Brien, Helen Dallimore & Wayne Pygram                     |
| 2000 | The Love of Lionel's Life | Darren         | junto a Matt Day, Alex Dimitriades, Nadine Garner, Steven Vidler & Graeme Blundell                                    |
| 1999 | Waste                     | Joel           | junto a Liddy Clark, Jon Halpin & Mungo McKay                                                                         |
| 1997 | Joey                      | Davo           | junto a Jamie Croft, Rebecca Gibney, Tony Briggs, Ed Begley Jr. & Danny Adcock                                        |
| 1995 | Tunnel Vision             | Conductor      | junto a Patsy Kensit, Rebecca Rigg, Shane Briant, Anthony Phelan & Jonathan Hardy                                     |

Teatro
| Año        | Obra                               | Personaje   | Director (a)     | Teatro             | Notas                                                                         |
| ---------- | ---------------------------------- | ----------- | ---------------- | ------------------ | ----------------------------------------------------------------------------- |
| 2012       | Reasons To Be Pretty               | Greg        | Eddy Segal       | Theatre Works      | junto a Rebecca Denny, Johnny McNamara & Eleanor Howlett                      |
| 2009       | Realism                            | Klimenko    | Peter Evans      | Sumner Theatre     | junto a Tony Llewellyn-Jones, Miriam Margolyes, Stephen Phillips & Grant Piro |
| 2008       | Primrose Hill                      | -           | Russell Fletcher | -                  | -                                                                             |
| 2006, 2007 | Johnno                             | Johnno      | Stephen Edwards  | La Boite Theatre   | junto a Rebecca Dale, Eugene Gilfedder, Sean Mee & Neridah Waters             |
| 2006       | Delicacy                           | Neil        | Wesley Enoch     | -                  | junto a Luke Mullins                                                          |
| 2005       | Red Is The New Black               | -           | Matthew Dale     | -                  | junto a Lucy Bath & Ian Rooney                                                |
| 2004       | The Cherry Orchard                 | Lopakhin    | Kate Wild        | -                  | junto a Melissa Chambers, Rebecca Dale, Reg Evans & Phil Roberts              |
| 2004       | The Conquest of the South Pole     | Slupianek   | Todd MacDonald   | -                  | junto a Damien Donovan, Anita Hegh, Mark Hennessy & James Saunders            |
| 2003       | The Removalists                    | Kenny       | Lewis Jones      | La Boite Theatre   | junto a Gyton Grantley, Zoe Naylor & Errol O'Neill                            |
| 2003       | Cosi                               | Nick/Justin | Adam Cook        | La Boite Theatre   | -                                                                             |
| 2002       | The Fortunes of Richard Mahony     | Purdy       | Michael Gow      | Merlyn Theatre     | junto a Christopher Beckey, Anne Browning, Cameron Goodall & Neil Pigot       |
| 2002       | Richard III                        | Catesby     | Michael Gow      | -                  | junto a Blazey Best, Paul Eastway, Christopher Stollery & Anna Volska         |
| 2000       | Milo’s Wake                        | Ned         | Jim Vile         | La Boite Theatre   | -                                                                             |
| 1999       | He Died with a Felafel in his Hand | John        | Lewis Jones      | La Boite Theatre   | -                                                                             |
| 1999       | First Asylum                       | Peter       | Lewis Jones      | La Boite Theatre   | -                                                                             |
| 1999       | Rio Saki & Other Falling Debris    | Louis       | Sean Mee         | La Boite Theatre   | -                                                                             |
| 1999       | Romeo & Juliet                     | Mercutio    | Sue Rider        | La Boite Theatre   | -                                                                             |
| 1999       | Third World Blues                  | Graham      | Mark Radvan      | La Boite Theatre   | -                                                                             |
| 1998       | The John Wayne Principle           | Robbie      | Lewis Jones      | La Boite Theatre   | -                                                                             |
| 1997       | Scar                               | -           | Sean Mee         | La Boite Theatre   | junto a Samantha Lovejoy                                                      |
| 1997       | Blackrock                          | Toby        | Jackie McKimmie  | La Boite Theatre   | junto a Gael Ballantyne, Chris Betts, David Brown & Matthew Passmore          |
| 1996       | Bouncers                           | Judd        | Lewis Jones      | La Boite Theatre   | junto a John Batchelor, Dirk Hunter & Scott Witt                              |
| 1996       | Abigail's Party                    | Tony        | Simon Chan       | -                  | junto a Dawn Albinger, Elise Grieg, Ingrid Mason & Daniel Murphy              |
| 1996       | 1347                               | -           | Michael Futcher  | Botanic G. Theatre | junto a Sandro Colarelli, Mark Conaghan, Peter Cossar & Julie Eckersley       |
| 1996       | A Midsummer Night's Dream          | Lysander    | Peta Downes      | Woodward Theatre   | junto a Janice Burns, Martin Challis & Cassandra O'Donnell                    |
| 1994, 1995 | Hamlet                             | -           | Sue Rider        | La Boite Theatre   | junto a Andrew Buchanan, Christopher Morris & Cassandra O'Donnell             |

## Premios y nominaciones
| Año  | Categoría                               | Premio                                 | Serie/Obra                    | Resultado |
| ---- | --------------------------------------- | -------------------------------------- | ----------------------------- | --------- |
| 2010 | Best Performance in a Television Comedy | AFI Award                              | Lowdown                       | Nominado  |
| 2004 | Best Actor                              | Kaleidoscope Short Film Festival Award | Top Blokes                    | Ganador   |
| 2003 | -                                       | Matilda Award                          | A Day in the Death of Joe Egg | Ganador   |
| 2003 | -                                       | Matilda Award                          | The Removalists               | Ganador   |
| 2002 | -                                       | Glugs of Gosh Award                    | -                             | Ganador   |
| 1997 | -                                       | Matilda Award                          | Scar                          | Ganador   |